# I'll be there this Christmas
I'll be there this Christmas is een single van Gerard Ekdom, uitgebracht in 2014 als actie voor 3FM Serious Request. Het nummer werd onder het pseudoniem Gary Fomdeck uitgebracht, naar eigen zeggen zodat het nummer objectief beluisterd kon worden. 
Gary is een fictief persoon uit Chicago in de Verenigde Staten die in 1982 geboren is. Al in zijn jongere jaren blijkt dat Gary een muzikant is in hart en nieren, en op de leeftijd van 18 jaar oud kon hij al gitaar, piano, basgitaar en fluit spelen. Later ging hij samenwerken met grote artiesten als Ryan Tedder, Rihanna en Rick Rubi, maar na een paar jaar vertrok hij naar Amsterdam. Daar was zijn wens om een kerstnummer te maken met andere artiesten die niet genoemd zijn. Dit werd "I'll Be There This Christmas" waarna Gerard uiteindelijk in het Glazen Huis zijn geheim deelde over het fictieve karakter. 
Het nummer was aan te vragen bij Serious Request, waarvoor een geldbedrag betaald wordt. Ook werd het nummer gestreamd via Spotify en was het te downloaden op iTunes. De opbrengst van het nummer ging naar 3FM Serious Request. Wanneer de single 25.000 zou opleveren werd het nummer live met een band uitgevoerd bij Serious Request. Dit is gelukt, het geldbedrag op het moment van optreden was 46.839 euro.
Het doel van deze editie Serious Request was het helpen van meisjes en vrouwen die slachtoffer zijn geworden van seksueel geweld in conflictgebieden.

## Hitnoteringen

### NederlandseSingle Top 100
| Positie: | 1 | 92 |